# 16158 Monty
16158 Monty (2000 AV50) là một tiểu hành tinh vành đai chính được phát hiện ngày 5 tháng 1 năm 2000 bởi C. W. Juels ở Fountain Hills.